# Cyperus lentiginosus
Cyperus lentiginosus là loài thực vật có hoa trong họ Cói. Loài này được Millsp. & Chase mô tả khoa học đầu tiên năm 1903.